# Jean-Louis Livi
Pour les articles homonymes, voir Livi.
Jean-Louis Livi est un producteur de cinéma français, né le 29 janvier 1941 à Marseille.
Il est issu d'une famille d'origine italienne dont le membre le plus connu est son oncle Yves Montand, de son vrai nom Ivo Livi.

## Biographie

### Origines familiales
Jean-Louis Livi est le fils de Giuliano/Julien Livi (1917-1994), frère aîné d'Yves Montand (1921-1991). 
La famille Livi : Giovanni (1891-1968), Giuseppina (1893-1971), Lydia (1915-2003), Giuliano et Ivo -, originaire de Toscane et arrivée en France en 1923, obtient la nationalité française en 1929 (décret de naturalisation du 20 janvier 1929). 
Julien Livi, qui adhère  en 1933 à la CGTU et aux Jeunesses communistes, puis au Parti communiste, effectue son service national en 1938-1939 et est mobilisé en septembre 1939. Revenu en permission, il se marie le 4 mai 1940 avec Elvire Nutini (1917-1993) et repart dans son unité le 13 mai. Jean-Louis naît alors que son père est prisonnier en Allemagne, dont il ne rentrera qu'en 1945.

### Jeunesse et formation
Dans l'après-guerre, Julien Livi devient permanent de la fédération CGT de l'alimentation de la région de Marseille, puis est élu secrétaire général adjoint national (1950), ce qui l'oblige à déménager dans la région parisienne, avec son épouse et son fils. Après un séjour peu satisfaisant à Saint-Maur, ils finissent par s'installer dans l'immeuble, place Dauphine, où vivent Yves Montand, Simone Signoret et Catherine Allégret (née en 1946). Au bout d'un moment, Elvire, qui travaillait jusque là à la Snecma, devient l'intendante de cette famille élargie.
Durant les années 1950, Jean-Louis fait ses études secondaires au lycée Charlemagne.
Au début des années 1960, il effectue son service national en Algérie.

### Carrière
À son retour d'Algérie, il exerce un moment le métier de comptable, notamment sur le tournage des Parapluies de Cherbourg de Jacques Demy en 1963. 
En 1964, il entre comme comptable dans l'agence Meritz-Lebovici, de Michèle Méritz et Gérard Lebovici, sur la recommandation de Françoise Arnoul, qui fait partie du cercle des amis d'Yves Montand. 
En 1968, il devient agent artistique dans ce qui va devenir en 1970 l'agence Artmedia. En 1982, Gérard Lebovici lui en laisse la direction pour se consacrer à ses propres activités (éditions Champ libre, notamment), quelques mois avant d'être assassiné (5 mars 1984) pour des raisons jamais élucidées. En 1990, Jean-Louis Livi quitte Artmédia, laissant la direction à Bertrand de Labbey de La Besnardière. 
De 1990 à 2006, Jean-Louis Livi est directeur des sociétés de production « Film par film » et « SEDIF productions » et, à partir de 2006, de « F comme film ». Une autre de ses sociétés de production est « Solivagus productions ». 
De 2002 à 2006, il est directeur du théâtre des Mathurins et du théâtre Édouard-VII,,, à Paris. 
En 2012, il prépare un film biographique sur Yves Montand, projet qui n'aboutit pas.

### Vie privée
Après avoir été marié à Tanya Lopert, Jean-Louis Livi s'est remarié avec Caroline Silhol avec qui il a un fils.

## Filmographie sélective
- 1988 : La Petite Voleuse de Claude Miller
- 1990 : Ripoux contre ripoux de Claude Zidi
- 1991 : Merci la vie de Bertrand Blier
- 1991 : La Totale ! de Claude Zidi
- 1991 : Tous les matins du monde d'Alain Corneau
- 1991 : Mon père, ce héros de Gérard Lauzier
- 1992 : Un cœur en hiver de Claude Sautet
- 1992 : L'Accompagnatrice de Claude Miller
- 1993 : Le Colonel Chabert d'Yves Angelo
- 1994 : Le Sourire de Claude Miller
- 1995 : Le Nouveau monde d'Alain Corneau
- 1995 : L'amour conjugal de Benoît Barbier
- 1996 : Le Plus Beau Métier du monde, de Gérard Lauzier
- 1997 : Droit dans le mur de Pierre Richard
- 1998 : Voleur de vie d'Yves Angelo
- 1998 : Le Fils du Français de Gérard Lauzier
- 1999 : Chili con carne de Thomas Gilou
- 2001 : Sur mes lèvres de Jacques Audiard
- 2005 : Je vous trouve très beau d'Isabelle Mergault
- 2007 : Enfin veuve d'Isabelle Mergault
- 2008 : Leur morale… et la nôtre de Florence Quentin
- 2008 : Un homme et son chien de Francis Huster
- 2009 : Je suis heureux que ma mère soit vivante de Claude Miller et Nathan Miller
- 2009 : Mademoiselle Chambon de Stéphane Brizé
- 2009 : Les Herbes folles d'Alain Resnais
- 2010 : Une exécution ordinaire de Marc Dugain
- 2011 : Les Petits Ruisseaux de Pascal Rabaté
- 2012 : Dix Jours en or de Nicolas Brossette
- 2012 : Camille redouble de Noémie Lvovsky
- 2012 : Quelques heures de printemps de Stéphane Brizé
- 2012 : Vous n'avez encore rien vu d'Alain Resnais
- 2013 : Henri de Yolande Moreau
- 2014 : Aimer, boire et chanter d'Alain Resnais
- 2014 : Des fleurs pour Algernon d'Yves Angelo (téléfilm)
- 2015 : Floride de Philippe Le Guay
- 2017 : Ava de Léa Mysius
- 2017 : Demain et tous les autres jours de Noémie Lvovsky
- 2017 : Marvin ou la Belle Éducation d'Anne Fontaine
- 2020 : Police d'Anne Fontaine
- 2020 : The Father de Florian Zeller
- 2022 : Maigret de Patrice Leconte
- 2022 : Les Cinq Diables de Léa Mysius
- 2024 : À bicyclette ! de Mathias Mlekuz

## Publication
- Alain Resnais, de Jean-Luc Douin, Editions de la Martinière, 2013.
- Alain Resnais, les coulisses de la création - Entretiens avec ses proches collaborateurs, de François Thomas, Armand Colin, 2016

## Décorations
- Commandeur de l'ordre des Arts et des Lettres Il est promu au grade de commandeur le 9 juillet 2014[19].
- Chevalier de la Légion d'honneur